# Terremoto di Amatrice del 1639
Il terremoto di Amatrice del 1639 è stato un insieme di eventi sismici verificatisi nel 1639 ad Amatrice e nell'alta valle del Tronto, all'epoca facente parte del Regno di Napoli.
La prima scossa si verificò la notte tra il 7 e l'8 ottobre ed ebbe una magnitudo momento di 6.1 con una devastazione pari al X grado della scala Mercalli; una forte replica si verificò esattamente una settimana dopo, il 15 ottobre, ed ebbe una magnitudo pressoché equivalente a quella del primo evento. Amatrice e molte delle località vicine risultarono distrutte dal sisma.

## Storia
La prima sequenza ebbe inizio la notte tra il 7 e l'8 ottobre: a partire dalla mezzanotte, nei pressi di Amatrice, si verificarono alcune scosse che indussero la popolazione locale ad uscire dalle proprie abitazioni. L'evento principale ebbe luogo alle ore 00:35 (circa le 7:30 in ora italica) facendo registrare una magnitudo momento di 6.1 ed un'intensità pari al X grado della scala Mercalli. Si verificarono poi forti repliche fino alle ore 2:00 (le 9:00 in ora italica).
Poiché la sequenza sismica si verificò durante la notte, numerosi testi e pubblicazioni storiche ― tra cui la Relazione redatta dal romano Carlo Tiberi per la famiglia Orsini — riportano per il sisma la data del 7 ottobre. Detta datazione è stata poi corretta, nel 2018, dalla catalogazione ad opera dell'Istituto nazionale di geofisica e vulcanologia.
Ad Amatrice si verificò il crollo di gran parte delle abitazioni e degli edifici pubblici, tra i quali la chiesa del Crocifisso, il palazzo del Reggimento e il palazzo dei principi Orsini, costretti a trasferirsi in una residenza fuori città. Rimase in piedi, invece, la chiesa di San Domenico, dove si era rifugiata parte della popolazione spaventata dalle prime scosse. Danni ancor più gravi si ebbero a Cantone, dove rimase in piedi una sola casa, Filetta, Forcelle e Nescaia. Si verificò inoltre il crollo dell'abbazia di San Lorenzo a Pinaco e fenomeni di avvallamento in alcuni terreni presso Accumoli, di proprietà dell'ordine francescano.
Il terremoto fece danni anche nell'alto Aterno, principalmente a Campotosto e Montereale, e fu avvertito da Rieti a Recanati.
Una settimana più tardi, nella notte tra il 14 e il 15 ottobre, fu registrata una forte replica di intensità similare a quella del primo evento. Questa causò ulteriori crolli ad Amatrice e distruzioni estese a Collemoresco, Roccasalli e Torrita.
In seguito, si allestirono campi per il ricovero degli sfollati e si tennero riti collettivi religiosi per invocare la fine degli eventi sismici. La notte del 18 ottobre, gli abitanti di Leonessa approfittarono della confusione per trafugare e riportare nella città natale le spoglie di Giuseppe da Leonessa, all'epoca conservate ad Amatrice, dove il santo era morto ventisette anni prima.
Nel complesso, l'intera crisi sismica fece registrare circa 500 vittime e danni stimati in 400.000 scudi.

### Annotazioni
1. ↑  L'area interessata dalla sequenza sismica del 1639 interessò l'estremità settentrionale del Regno di Napoli corrispondente all'allora provincia denominata Abruzzo Ulteriore; nel 1927 questo territorio venne suddiviso tra la provincia dell'Aquila e la provincia di Rieti che inglobò quindi il circondario di Cittaducale, comprendente anche il territorio di Amatrice.